# Дерліс Сото
Дерліс Сото (ісп. Derlis Soto, нар. 4 березня 1973, Агуазу) — парагвайський футболіст, що грав на позиції нападника, зокрема за «Гуарані» (Асунсьйон) та національну збірну Парагваю.

## Клубна кар'єра
У дорослому футболі дебютував 1993 року виступами за команду «Гуарані» (Асунсьйон), в якій провів чотири сезони. 
1997 року перейшов до іспанського «Ельче». Протягом сезону, проведеного в Іспанії, не зумів пробитися до його основного складу, взявши участь лише у 9 іграх першості, після чого повернувся до «Гуарані».
Згодом у 2000–2002 роках грав за аргентинський «Уракан», після чого грав на батьківщині за «Лібертад», «Гуарані» (Асунсьйон) та «12 жовтня», а також за чилійський «Кокімбо Унідо».
Завершував ігрову кар'єру 2008 року в команді «12 жовтня».

## Виступи за збірну
1997 року дебютував в офіційних матчах у складі національної збірної Парагваю.
У складі збірної був учасником розіграшу Кубка Америки 1997 року в Болівії.
Загалом протягом кар'єри в національній команді, яка тривала 7 років, провів у її формі лише 14 матчів, забивши 1 гол.